# Kurt Mühlberger
Kurt Mühlberger (* 15. Jänner 1948 in Wien) war Direktor des Archivs der Universität Wien und engagierte sich für die Erforschung der Geschichte dieser Universität.

## Studium und Lehre
Mühlberger begann 1962 eine kaufmännische Lehre. Seit 1972 arbeitete er als selbständiger Gewerbetreibender, seit 1975 studierte er Geschichte und Germanistik an der Philosophischen Fakultät der Universität Wien. Mit einer (ungedruckten) Dissertation zu einem mittelalterlichen Thema, über Das fränkisch-bayerische Ostland im neunten Jahrhundert, promovierte er 1980 zum Dr. phil. Den dreijährigen Kurs am Institut für Österreichische Geschichtsforschung schloss er 1983 ab (mit Staatsprüfung). Aufgrund dieses Abschlusses und seiner späteren Archivpraxis erhielt er den akademischen Grad eines MAS. Am Institut für Geschichte der Universität Wien war er von 1989 bis 1997 und wieder von 2008 bis 2010 Lehrbeauftragter. 2008 habilitierte er sich für das Fach Österreichische Geschichte.

## Leitung des Universitätsarchivs
Von 1983 bis 2010 war er Direktor des Archivs der Universität Wien. Er baute dieses Archiv zu einer Forschungsstätte aus, in der die Quellen der Universität für interessierte Historiker bereitgestellt wurden. Die Editionstätigkeit wurde weiter vorangetrieben, und für die Publikation der Forschungsergebnisse eine neue Reihe gegründet, nun Schriften des Archivs der Universität Wien genannt, beginnend 1985 (von Mühlberger gemeinsam mit Günther Hamann und Franz Skacel). Die ursprüngliche Bezeichnung der Reihe lautete: Schriftenreihe des Universitätsarchivs, Universität Wien. Heute sind die Herausgeber neben Mühlberger sein Nachfolger als Archivdirektor, Thomas Maisel, sowie der stellvertretende Archivleiter Johannes Seidl.
Mühlbergers eigene Publikationen betreffen vor allem die bereits mehr als sechs Jahrhunderte umfassende Geschichte der im Jahr 1365 gegründeten Universität Wien. Zuletzt arbeitete er an der Edition der Matrikel bis 1778.
Mühlberger gehört zum Vorstand der „Österreichischen Gesellschaft für Wissenschaftsgeschichte“ (seit 1988) sowie der „Gesellschaft für Universitäts- und Wissenschaftsgeschichte“ (seit 2001).
1998 wurde er zum Hofrat ernannt.

## Publikationen (Auswahl)
- Industrie und Gewerbebetriebe des Waldviertels im Spiegel landeskundlich-topographischer Quellen, 1796–1848. In: Helmuth Feigl (Hrsg.): Versuche und Ansätze zur Industrialisierung des Waldviertels (= Studien und Forschungen aus dem Niederösterreichischen Institut für Landeskunde; 12). Wien 1990, S. 229–298.
- Wiener Studentenbursen und Kodreien im Wandel vom 15. zum 16. Jahrhundert. In: Aspekte der Bildungs- und Universitätsgeschichte (= Schriftenreihe des Universitätsarchivs, Universität Wien; 7). Wien 1993, S. 129–190.
- Die Universität Wien. Kurze Blicke auf eine lange Geschichte. Wien 1996 (2. Auflage 2001).
- Bemerkungen zum Wiener Poetenkolleg. In: Stadtarchiv und Stadtgeschichte (= Historisches Jahrbuch der Stadt Linz 2003/2004). Linz 2004, S. 763–778 (ooegeschichte.at [PDF]).
- Finanzielle Aspekte der Universitätsreform Ferdinands I. in Wien, 1521–1564. In: Rainer Christoph Schwinges (Hrsg.): Finanzierung von Universität und Wissenschaft in Vergangenheit und Gegenwart (= Veröffentlichungen der Gesellschaft für Universitäts- und Wissenschaftsgeschichte; 6). Basel 2005, S. 115–142.
- Poetenkolleg und Dichterkrönung in Wien, in: Bilder – Daten – Promotionen. Studien zum Promotionswesen an deutschen Universitäten der frühen Neuzeit, hrsg. von Rainer A. Müller †, bearb. von Hans-Christoph Liess, Rüdiger vom Bruch (= Pallas Athene. Beiträge zur Universitäts- und Wissenschaftsgeschichte; 24). Stuttgart 2007, S. 84–119.
- als Hrsg.: Matricula Facultatis Juridicae Universitatis Vindobonensis, Bd. 1: 1402–1442 (= Publikationen des Instituts für Österreichische Geschichtsforschung, 6. Reihe, 3. Abt.). Wien, München 2011 (Onlinefassung).
- als Hrsg.: Die Matrikel der Universität Wien, Bd. 7: 1715/16–1745/46. 2011 (Onlinefassung).